# Tyske Ludder
Tyske Ludder est un groupe allemand d'electro, originaire de Hoher Weg, en Basse-Saxe. L'expression Tyske Ludder, traduite littéralement du danois et du norvégien, signifie putes allemandes, et était utilisée dans ces pays pour désigner les femmes impliquées émotionnellement dans des relations avec des soldats allemands pendant la Seconde Guerre mondiale.

## Histoire
Le groupe Tyske Ludder est formé en 1989 par Olaf et Albert en tant que projet de performance dark electro/EBM. Ils n'étaient pas novices en matière de musique, puisqu'avant d'entrer sur la scène electro, ils avaient tous deux joué dans plusieurs groupes de punk, de new wave ou de Nouveaux Romantiques. Lorsqu'ils ont fondé le groupe, ils formulent certaines hypothèses quant aux messages que le groupe souhaitait transmettre aux auditeurs. Il s'agissait notamment de réflexions sur la domination de la technologie dans la société contemporaine ou de cauchemars provoqués par des visions de la tragédie des guerres, en particulier celle qui se déroulait alors en Yougoslavie.
En 1996, le groupe sort trois albums, dont les enregistrements figurent également sur diverses compilations. Cependant, à cette époque, les conflits croissants et les visions musicales divergentes poussent le groupe à suspendre ses activités jusqu'en 2003. En 2004, le groupe commence à travailler sur un nouvel album et recommence à donner des concerts. Cependant, l'album tant attendu de Sojus ne sort qu'après que le groupe ait signé avec le label Black Rain en novembre 2005. La première édition de l'album, fortement limitée, se vend en quelques jours. Des rééditions remasterisées des trois premiers albums du groupe sont également sorties à l'automne 2006.
En 2007, le groupe entame une grande tournée européenne, le « Wintergewitter Tour 2007 ». L'année suivante, le groupe se produit au festival Infest à Bradford. En 2009, le groupe se produit au Wave-Gotik-Treffen et au M'era Luna. Lors des éditions suivantes de ces festivals, ainsi qu'à l'Amphi Festival, Tyske Ludder se produira à plusieurs reprises au cours des années suivantes.
Le groupe Tyske Ludder se rend en Pologne le 28 mars 2009 à Szczecin, dans le cadre de la Release Party de wumpscut:, une autre visite a lieu lors de l'édition de cette année (2018) du festival Castle Party à Bolków.

## Discographie

### Albums studio
- 1994 : Bombt die Mörder? (KM-Musik)
- 1995 : Dalmarnock (KM-Musik)
- 2006 : Союз (Sojus) (Black Rain)
- 2006 : Bombt die Mörder? (réédition avec divers remixes chez Black Rain)
- 2006 : Dalmarnock (réédition avec divers remixes chez Black Rain)
- 2009 : Anonymous (Black Rain)
- 2011 : Diaspora (Black Rain)
- 2015 : Evolution (Golden Core / ZYX)

### EP
- 1996 : Creutzfeld E.P. (KM-Musik)
- 2006 : Creutzfeld E.P. (réédition avec divers remixes chez Black Rain)
- 2008 : SCIENTific technOLOGY (Black Rain)
- 2013 : Bambule (Black Rain)
- 2021 : Ungewiss (Seconds Bismarck)
- 2021 : Kaputt (Seconds Bismarck)
- 2022 : Transformation (Seconds Bismarck)

### Remixes
- 2006 : In Sedens – remix pour Grandchaos – God is Dead (Tyske Ludder Remix) (3:49) (Deathkon Media)
- 2007 : Methods to Madness – remix pour – Brain Leisure – Defect (Tyske Ludder Remix) (5:15) (Vendetta Music)
- 2007 : When Angels Die – remix pour E-Craft – FunnyStuff and Violence (BrutallyComeFirstRmx) (4:06) (COP International)
- 2008 : Blasphemous Radicals E.P. – remix pour Nurzery (Rhymes) – My Babylon (Tyske Ludder Remix) (3:51) (COP International)

### Participations
- Demo Compilation Vol. 3 (CD, Maxi) – avec A.I.D.S. (KM-Musik, Sounds of Delight)
- 1993 : Art and Dance 4 (CD) – avec Zu Viel, Barthalomäus (Gothic Arts Records / Lost Paradise)
- 1993 : Take Off Music Volume 1 (CD) – avec Energie (KM-Musik)
- 1994 : Demo Compilation Vol. 1 (CD, Maxi) – avec Wie Der Stahl Gehärtet (KM-Musik, Sounds of Delight)
- 1995 : An Ideal For Living 2 (CD, Ltd) – Blutrausch (Gothic Arts Records / Lost Paradise)
- 1998 : Electrocity Level X (CD) – avec Monotonie (SutterCaine Remix) (Ausfahrt)
- 1999 : Wellenreiter In Schwarz Vol. 3 (2 CD) – avec Grelle Farben (Credo, Nova Tekk)
- 2005 : Bodybeats (CD) – avec Innenraum (Sutter Cain Remix) (COP International)
- 2006 : Hymns of Steel (CD) – avec Betrayal (Alloyed Steel Remix) (Machineries of Joy)
- 2006 : Interbreeding VIII: Elements of Violence (2 CD) – avec Betrayal – (Wertstahl US...) (BLC Productions)
- 2006 : Orkus Compilation 16 (CD, sampler, Enh) – avec Canossa (Orkus)
- 2007 : A Compilation 2 (2 CD) – avec Canossa (Black Rain)
- 2007 : Dark Visions 2 (DVD, PAL) – avec Canossa (Zillo)
- 2007 : ElektroStat (CD) – avec Bionic Impression  (Oslo Synthfestival)
- 2008 : Zillo – New Signs and Sounds (CD) – avec Thetanen (Cruise Up Your Ass Edit de Nurzery) – Zillo
- 2008 : A Compilation 3 (2 CD) – avec Thetanen (Black Rain)
- 2009 : 12. Elektrisch Festival (CD) – avec Wie der Stahl gehärtet wurde (live), Khaled Aker (live) (Black Rain)
- 2009 : Extreme Lustlieder 3 (CD) – Bastard
- 2009 : Black Snow – Fairytale of the North – Black Rain
- 2009 : Gothic Compilation XLIV – Psychoaktiv – Batbeliever Releases / Gothic Magazin